# Andrej Nolimal
Andrej Nolimal, slovenski kajakaš, * 1981.
Nolimal je na svetovnih prvenstvih osvojil bronasto medaljo leta 2005 v Penrithu v disciplini K-1 ekipno, v ekipi sta bila še Dejan Kralj in Peter Kauzer. V isti disciplini in postavi je osvojil naslov evropskega prvaka v Tacnu leta 2005. Za leto 2005 je s Kauzerjem prejel Bloudkovo plaketo za »pomemben tekmovalni dosežek v športu«.